# روكيت باور (مسلسل تلفزيوني 2018)
روكيت باور (بالإنجليزية: Rocket Power)‏ هو مسلسل تم إنتاجه في الولايات المتحدة. بدأ عرضه في سنة 2018 على نكلوديون.

## نظرة على المسلسل
| الموسم | الموسم | الحلقات | تاريخ البث الأصلي | تاريخ البث الأصلي | قناة               | قناة |
| الموسم | الموسم | الحلقات | بداية السلسلة     | نهاية السلسلة     | قناة               | قناة |
| ------ | ------ | ------- | ----------------- | ----------------- | ------------------ | ---- |
|        | 1      | 27      | 30 يوليو 2018     | 31 ديسمبر 2018    | كرتون نتورك اكس دي |      |
|        | 2      | 46      | 1 مارس 2020       | مايو 2020         | كرتون نتورك اكس دي |      |